# التلين الرغامى
التلين الرغامي (بالإنجليزية: Tracheomalacia)‏ هي حالة يكون فيها الغضروف الذي يحافظ على القصبة الهوائية مفتوحًا رخوًا بحيث تنهار القصبة الهوائية جزئيًا خاصة أثناء زيادة تدفق الهواء. العَرَض المعتاد هو الصرير عندما يتنفس الشخص زفيرًا. يُعرف هذا عادةً باسم القصبة الهوائية المنهارة.

## الأسباب
يحدث تلين الرغامي عندما تنهار جدران القصبة الهوائية. يمكن أن يحدث هذا بسبب ضعف جدران القصبة الهوائية، أو يمكن أن يحدث بسبب ضغط شيء ما عليها. قد يشمل ذلك نقص توتر العضلة الرغامية. يمكن أن تتأثر القصبة الهوائية بالكامل، أو تتأثر قطعة صغيرة منها فقط. إذا كان الجزء المنهار من القصبة الهوائية يمر عبر المنطقة التي تتفرع فيها القصبة الهوائية إلى الرئتين، فإن هذا يسمى تلين القصبات الهوائية. 
تسبب هذه المشكلة تنفسًا صعبًا في أول شهر إلى شهرين بعد الولادة. وهذا ما يسمى تلين الرغامي الخلقي (كان موجودًا عند الولادة). هذه الحالة ليست شائعة جدا. قد يعاني الأطفال الذين يولدون مصابين بتلين القصبة الهوائية من مشاكل صحية أخرى مثل عيب في القلب أو ارتجاع أو تأخر في النمو. يصاب بعض الأطفال بتلين القصبة الهوائية بسبب مشاكل صحية أخرى. يمكن أن تكون الأعراض خفيفة إلى شديدة.[بحاجة لمصدر]

## الأعراض
تشمل الأعراض داخل الرئة:
- التنفس الصاخب الذي قد يتحسن عند تغيير وضع طفلك أو أثناء نومه.
- مشاكل في التنفس تزداد سوءًا أثناء السعال أو البكاء أو الرضاعة أو نزلات البرد.
- صوت عالي النبرة أثناء التنفس (صرير).
- سعال حاد.
- صوت قعقعة أو صفير أثناء التنفس.

## التشخيص
على الرغم من أن أساليب التشخيص الحالية تشمل اختبار وظائف الرئة الذي يظهر انخفاضًا مميزًا في ذروة التدفق الزفيري (PEF)، والفحص البدني، والتصوير مثل التصوير المقطعي (CT) أو التصوير بالرنين المغناطيسي (MRI)، يعتبر تنظير القصبات الليفي (FB) هو أفضل طريقة لتشخيص المرض لأن الكاميرا التي يتم إدخالها أسفل الحلق تُظهر رؤية مباشرة للممرات الهوائية والرئتين، وتكشف التغيرات في حجم أو مظهر تجويف القصبة الهوائية والغشاء المخاطي وأي علامات للالتهاب أو النواسير أو الضغط الخارجي لتحديد المكان والشدة بدقة من التلين.

### التصنيف
هناك ثلاثة أنواع من التلين الرغامي:
- النوع 1 — خلقي ، يرتبط أحيانًا بالناسور الرغامي أو رتق المريء
- النوع 2 — ضغط خارجي في بعض الأحيان بسبب حلقات الأوعية الدموية
- النوع 3 — مكتسب بسبب عدوى مزمنة أو التنبيب لفترات طويلة أو حالات التهابية مثل التهاب الغضروف الناكس

## العلاج
عادة ما يتم إنقاذ الحياة إذا تم فتح مجرى الهواء عبر ثقب في الحلق. إذا نجا الشخص، فقد تظهر عليه أعراض، ولكن عادة ما تتحسن بعد إعادة فتح مجرى الهواء. إذا كانت الأعراض شديدة بدرجة كافية، فقد تكون هناك حاجة للعلاج. تستخدم التهوية الميكانيكية: كل من ضغط مجرى الهواء الإيجابي المستمر (CPAP)، أو ضغط مجرى الهواء الإيجابي ثنائي المستوى (BiPAP)
تستخدم دعامة القصبة الهوائية والجراحة وتشمل التقنيات الجراحية في: تثبيت الشريان الأبهر، تثبيت القصبة الهوائية، رأب الرغامي، و ثقب القصبة الهوائية.